# Mačji rep
Mačiji rep (lat. Phleum pratense) je rod biljaka iz porodice biljaka Poaceae. Poreklom je iz Evrope, odakle je prenet na gotovo sve kontinente.  Mačiji rep je višegodišnja, busenasta biljka, živi 10 i više godina. Pogodna je za ishranu stoke u vidu ispaše, kao zelena krma, kao seno i silaža.

## Morfološke osobine
mačijeg repa je plitak, dobre je usisne moći, prodire u dubinu zemljišta, od 30-60cm. Stablo je uspravno, tanko, glatko, nežno sa jakim nodusima, visoko 20-100cm, u izuzetnim prilikama i do 150cm. Stablo zadebljava pri dnu, u vidu lukovice, gde se akumuliraju hranljive materije. Listovi su ravni, bledozeleni, preko 30cm dugi, postepeno suženi u vrhu, po ivici hrapavi. Lisni rukavac je kratak, a obavija deo stabla od korenca do iznad polovine internodije.
Cvast je klasolika metlica, etažno građena, cilindrična, duga 2-24cm, široka 6-9cm, zelene boje, ređe ljubičasta. Pleve su duguljaste, 3-5mm duge, odsečene, beličaste, sa zelenim grebenom. Razvija se po principu jarih trava.

## Uslovi uspevanja
Mačiji rep je vrsta koja poseduje najveću otpornost prema niskim temperaturama, u odnosu na ostale vlataste trave. Osetljiva je na jake i dugotrajne suše, kao i na visoke temperature. Može se uspešno gajiti na kiselim zemljištima. Osetljiv je na zasenu.

## Setva
Za proizvodnju krme, obično se koristi oko 10kg/ha semena. Međutim, pri lošijoj pripremi zemljišta i do 20kg/ha. U Zapadnoj Evropi, preporučuje se gajenje sa livadskim vijukom, belom detelinom i crvenom detelinom, u smeši koja se koristi 2-3 pa i 4 godine. Pri zasnivanju smeše, mora se voditi računa, slabo je konkurentan, druge vrste ga lako potiskuju.

## Sortiment
Od domaćih sorata, može se spomenuti K15, a od stranih sorata BAH-1/81, BAH-2/81, Bart. B. S., Pronto.

## Iskorišćavanje i prinosi
Mačiji rep je trava odličnog kvaliteta, usled kasnog cvetanja teže odrveni, te ostaje dugo sočan. Po hranljivoj vrednosti, ovo je jedna od najboljih trava. Važna je trava za zasnivanje sejanih travnjaka u brdskom i planinskom području, umereno vlažnim i vlažnijim klimatskim uslovima. 
Dobro podnosi kosidbu, malo slabije ispašu, daje obično 2-3 otkosa godišnje.
Izuzetno dobro reaguje na đubrenje azotom i navodnjavanje. 
Vrlo često dolazi u smešama sa crvenom detelinom, švedskom detelinom i žutim zvezdanom, u uslovima u kojima se druge trave slabije razvijaju (kiselo i hladno zemljište). U smešama se koristi do 15%.
Prinosi se kreću 40-50t/ha zelene krme i 9-13t/ha sena. Može dati prinos od 14,00t/ha suve materije (Katzenberger i Kiefer, 1977).

## Literatura
- Krmno bilje, Dr Savo M. Vučković, Beograd, 1999.
- Trave za proizvodnju krme i sjemena, prof. dr. sc. M. Stjepanović, prof. dr. sc. Z. Štrafa, prof. dr. sc. G. Bukvić, Zagreb, 2008.

## Spoljašnje veze
- Flora Europaea: Phleum pratense
- Timothy - US Department of Agriculture